# Pewaukee
Pewaukee ist eine Stadt (mit dem Status „City“) im Waukesha County im US-amerikanischen Bundesstaat Wisconsin. Das U.S. Census Bureau ermittelte bei der Volkszählung 2020 eine Einwohnerzahl von 15.914.
Die Stadt Pewaukee ist Bestandteil der Metropolregion Milwaukee.

## Geografie
Pewaukee liegt im westlichen Vorortbereich der Stadt Milwaukee am Fox River und etwa 30 km westlich des Michigansees.
Die geografischen Koordinaten von Pewaukee sind 43°04′50″ nördlicher Breite und 88°15′40″ westlicher Länge. Das Stadtgebiet erstreckt sich über eine Fläche von 54,78 km², die sich auf 50,50 km² Land- und 4,28 km² Wasserfläche verteilen.
Das Stadtzentrum von Milwaukee liegt 28 km östlich. Die Gemeinde Pewaukee wird fast völlig vom Stadtgebiet umschlossen. Weitere Nachbarorte sind Sussex (10,6 km nördlich), Lannon (15,7 km nordöstlich), Brookfield (12 km östlich), New Berlin (16,7 km südöstlich), Waukesha (an der südlichen Stadtgrenze), Wales (17,5 km westsüdwestlich), Hartland (15 km westnordwestlich) und Merton (15,5 km nordwestlich).
Die neben Milwaukee nächstgelegenen weiteren Großstädte sind Green Bay (188 km nördlich), Wisconsins Hauptstadt Madison (100 km westlich), Rockford im benachbarten Bundesstaat Illinois (140 km südwestlich) und Chicago in Illinois (170 km südsüdöstlich).

## Verkehr
Die Interstate 94, die kürzeste Verbindung von Milwaukee nach Madison, verläuft in Ost-West-Richtung durch die Stadt. Von dieser zweigt der ebenfalls vierspurig ausgebaute Wisconsin State Highway 16 in nördlicher Richtung ab. Daneben treffen im Stadtgebiet von Pewaukee noch die Wisconsin State Highways 74, 164 und 190 zusammen. Alle weiteren Straßen in Pewaukee sind untergeordnete Landstraßen, unbefestigte Fahrwege oder innerörtliche Verbindungsstraßen.
Im Stadtgebiet von Pewaukee kreuzen zwei Eisenbahnlinien für den Frachtverkehr der Canadian National Railway (CN) und der Canadian Pacific Railway (CPR).
Mit dem Waukesha County Airport befindet sich 4,4 km südwestlich von Pewaukee ein kleiner Flugplatz. Der nächste Verkehrsflughafen ist der 38 km ostsüdöstlich gelegene Milwaukee Mitchell International Airport von Milwaukee.

## Geschichte
Das Gebiet der heutigen Stadt geht auf die frühere Town of Pewaukee zurück. 1999 wurde die Town zur heutigen City of Pewaukee inkorporiert. Die vorher schon als Village of Pewaukee aus der Town ausgegründete Gemeinde ist somit zum Nachbarort gleichen Namens geworden.

## Bevölkerung
Nach der Volkszählung im Jahr 2010 lebten in Pewaukee 13.195 Menschen in 5410 Haushalten. Die Bevölkerungsdichte betrug 261,3 Einwohner pro Quadratkilometer. In den 5410 Haushalten lebten statistisch je 2,42 Personen.
Ethnisch betrachtet setzte sich die Bevölkerung zusammen aus 94,3 Prozent Weißen, 1,1 Prozent Afroamerikanern, 0,3 Prozent amerikanischen Ureinwohnern, 2,6 Prozent Asiaten sowie 0,5 Prozent aus anderen ethnischen Gruppen; 1,2 Prozent stammten von zwei oder mehr Ethnien ab. Unabhängig von der ethnischen Zugehörigkeit waren 2,1 Prozent der Bevölkerung spanischer oder lateinamerikanischer Abstammung.
21,5 Prozent der Bevölkerung waren unter 18 Jahre alt, 62,2 Prozent waren zwischen 18 und 64 und 16,3 Prozent waren 65 Jahre oder älter. 51,4 Prozent der Bevölkerung waren weiblich.
Das mittlere jährliche Einkommen eines Haushalts lag bei 82.404 USD. Das Pro-Kopf-Einkommen betrug 41.580 USD. 2,6 Prozent der Einwohner lebten unterhalb der Armutsgrenze.

## Bekannte Bewohner
- Peter Barrett (1935–2000) – Professor für Finanz- und Wirtschaftsrecht und Olympiasieger im Segeln – war lange bei North Sails in Pewaukee tätig
- David Koepp (* 1963) – Drehbuchautor, Produzent und Regisseur – geboren und aufgewachsen in Pewaukee
- Charles Henry Morgan (1842–1912) – zwischen 1875 und 1911 demokratischer Abgeordneter des US-Repräsentantenhauses – wuchs in Pewaukee auf
- Christina Schwarz (* 1962) – Schriftstellerin – wurde hier geboren
- Trent Jordan Watt (* 1994) – American-Football-Spieler – wurde hier geboren